# Германска експедиция до Тибет
Германската експедиция до Тибет през 1939 година е експедиция на СС, финансирана от правителството на Третия райх.
В началото на 1943 г. излиза черно-белият документален филм за експедицията, озаглавен „Тайнственият Тибет“.

## Обхват и участници
Командир на СС отряда е бил Ернст Шефер, член на института Аненербе (≈ „Родово наследство“). В групата е участвал и известният австрийски алпинист Хайнрих Харер. Експедицията протича през август 1939 година, на територията на днешен Тибет. Алпийската СС група по-късно е изкачила и върха Елбрус през 1942 г., където забива знаме със свастика.

## Цел
Зададените от нацисткото ръководство цели са били разнообразни, но няколко от високопоставените лица в партията (сред които и Рудолф Хес) разпореждат задълбочено да бъдат изучени рунически и санскритски текстове. Открояват се обаче целите, поставени от Хайнрих Химлер:
- набавяне на тибетски текстове и документи, свързани с Ваджраяна и знания за паранормални явления;
- изследване на връзката между тибетците и арийците чрез измерване на черепите им;
- намиране на начини за установяване на контакт с Шамбала;
- установяване на контакти с последователи на предбудистки вярвания и религии;
- установяване на контакт с тулпа/тулку (тибетски водачи, които можели съзнателно да се прераждат);
- посвещаване на СС персонал в церемонията Калачакра тантра.

Предполага се, че придобитите знания можели да спомогнат за установяване на статут на Хитлер като духовен водач на Райха.

## Резултати
Експедицията се завръща в Германия с пълен комплект от тибетските будистки текстове Кангюр (108 тома), няколко мандали, както и предполагаем документ, отнасящ се до арийската раса. Всички те са съхранени в архивните библиотеки на Аненербе, а някои от тях - лично от Хитлер и Химлер.
След поражението на Нацистка Германия във Втората световна война тези данни са иззети от Съветската армия и са изпратени в Ленинград и Москва. Някои от германските изследвания са останали в Тибет, където по-късно са иззети от КНР (при завземането на Тибет) и от американски войски. Всички резултати от експедицията са засекретени.